# México en los Juegos Olímpicos de París 1900
México estuvo representado en los Juegos Olímpicos de París 1900 por cuatro deportistas masculinos que compitieron en polo.

## Medallistas
El equipo olímpico mexicano obtuvo las siguientes medallas:
| Nombre                                                                                             | Deporte | Competición |
| -------------------------------------------------------------------------------------------------- | ------- | ----------- |
| Oro                                                                                                |         |             |
| —                                                                                                  |         |             |
| Plata                                                                                              |         |             |
| —                                                                                                  |         |             |
| Bronce                                                                                             |         |             |
| Eustaquio Escandón y Barrón Manuel Escandón y Barrón Pablo Escandón y Barrón William Hayden Wright | Polo    | Torneo M    |